# エー (バンド)
エー（A）は、イギリスのバンド。

## 来歴
イギリスのサフォーク出身の5人組。中心メンバーのペリー3兄弟の内、2人は双子。
2002年3月にリリースされたアルバム『ハイ・ファイ・シリアス』がA史上最高の売上記録を作る。
その年、レディング、リーズと歴史的なフェスに立て続けに出演したAは、日本のフェス史上最高の動員記録を樹立したサマーソニック02にも出演し、パフォーマンスを披露した。
A飛躍の年となった2002年、英音楽誌ケラング!・アワードでベスト・ブリティッシュ・バンド賞を受賞する。全員イギリス出身ながら、デイヴィッド・リー・ロスの原曲をほぼ忠実にカヴァーした「Just like paradise」をリリースするなど、バンドサウンドは西海岸風の明るくメロディアスなものとなっている。 

## メンバー
現在のメンバー
- ジェイソン・ペリー (Jason Perry) - リード・ボーカル (1993年– )
- アダム・ペリー (Adam Perry) - ドラム (1993年– )
- ジャイルズ・ペリー (Giles Perry) - キーボード、バック・ボーカル (1993年– )
- マーク・チャップマン (Mark Chapman) - ギター (1993年– )
- ティム・ヒラー・ブルック (Tim Hillier Brook) - ベース (2019年– )

旧メンバー
- スティーヴ・スウィンドン (Steve Swindon) - ベース (1993年–1997年)
- ジョン・ミッチェル (John Mitchell) - ベース (2008年–2009年)
- ダン・カーター (Daniel P. Carter) - ベース、バック・ボーカル (1997年-2007年、2010年–2012年)
- アンドリュー・シーハイ (Andrew "Shay" Sheehy) - ベース (2015年)
- ドギー・ポインター (Dougie Poynter) - ベース、バック・ボーカル (2017年–2018年)

## ディスコグラフィ

### スタジオ・アルバム
- How Ace Are Buildings (1997年)
- 『モンキー・コング』 - A vs. Monkey Kong (1999年)
- 『ハイ・ファイ・シリアス』 - Hi-Fi Serious (2002年)
- 『ティーン・ダンス・オーディナンス』 - Teen Dance Ordinance (2005年)

### ライブ・アルバム
- Exit Stage Right (2000年)
- 『ロッキン・ライク・ドッケン』 - Rockin' Like Dokken (2003年)

## 日本公演
- 2005年[1]

9月20日 原宿アストロホール（東京）、21日 渋谷DUO（東京）、22日 心斎橋クラブクアトロ（大阪）